# Eurhinocricus cockerelli
Eurhinocricus cockerelli är en mångfotingart som först beskrevs av Pocock 1894.  Eurhinocricus cockerelli ingår i släktet Eurhinocricus och familjen Rhinocricidae. Inga underarter finns listade i Catalogue of Life.